# 名取美知子
名取 美知子（なとり みちこ、1973年4月15日 - ）は、日本のAV女優。バルドエージェンシー所属。

## 略歴・人物
2009年にデビューした。

## 出演作品

### アダルトビデオ
2009年
- 初撮り人妻ドキュメント （8月13日、センタービレッジ）
- 近親相姦 わき毛の母 （8月20日、センタービレッジ）
- 人妻が熟れて我慢できない午後3時 27 （8月29日、クリスタル映像）…オムニバス作品 他出演:白鳥美鈴、櫻井聖香、仲村千里、赤坂エリナ、深田聖美
- 近親相姦 名取家の失墜 （9月3日、タカラ映像）
- 母子相姦 母が息子を誘うとき （9月5日、ルビー）
- 中出し 近親相姦 母子熱愛 （10月8日、センタービレッジ）
- 個人授業 〜憧れのおばさん 名取美知子41歳〜 （10月22日、センタービレッジ）
- 農家の嫁 （11月10日、ドリームステージエンタテインメント）…共演:押尾信子
- 近親相姦 母親失格 （11月15日、小林興業）…共演:押尾信子
- “淫技”チ●ポ責め 破廉恥な熟女 （12月19日、AROUND）…オムニバス作品 他出演:真鍋千枝美

2010年
- 豊満熟女の肉感オイルマッサージ店 （2月20日、ネクストイレブン）…オムニバス作品 他出演:志村玲子、伊集院あかね
- 働くおばちゃんに突撃手コキ交渉 （2月20日、ネクストイレブン）…オムニバス作品
- もっと愛して…ワキ毛淫熟（3月20日、レイディックス）
- ワキ毛羞恥M 麗しのスカトロ変態（4月20日、プールクラブ・エンタテインメント）
- 息子のアパートで中出しされた巨乳義母 共演 山岡真里（6月10日、NEXT GROUP）